# Аэродинамика (компания)
«Аэродинамика», ранее «Базэл Аэро», — оператор аэропортов России. Контролирует аэропорты Краснодарского края (Краснодар, Сочи, Анапа), Владивостока.
Ранее группой «Базэл» для управлении авиационными активами и аэропортами были созданы предприятия «Аэропорты Юга» и РАИНКО.

## История
Компания «Базэл Аэро» создана в 2007 году. В её основные задачи входит создание на юге России единого авиационного узла, обновление аэропортовой инфраструктуры, внедрение современных технологий и повышение качества обслуживания пассажиров, грузов и самолетов.
В 2010 году аэропорты группы «Базэл Аэро» обслужили 4,7 миллионов человек. Рост пассажиропотока по сравнению с 2009 г. составил 36 %, что на 10 % больше, чем в целом по России.
В 2012 году суммарный пассажиропоток составил 5,5 миллионов пассажиров, что на 2 % больше аналогичного показателя 2011 года, когда аэропорты группы обслужили 5,3 млн пассажиров.
В 2013 году суммарный пассажиропоток составил более 6,2 миллионов пассажиров, что на 13 % больше аналогичного показателя 2012 года, когда аэропорты группы обслужили почти 5,5 миллионов пассажиров.
В 2014 году суммарный пассажиропоток составил более 7,7 миллионов пассажиров, что на 25 % больше аналогичного показателя 2013 года.
В 2015 году суммарный пассажиропоток составил более 8,6 миллионов человек, прирост в сравнении с 2014 годом составил 12 %.
В 2016 году суммарный пассажиропоток составил около 10 миллионов человек. Такого показателя компания добилась впервые в своей истории. Это на 15 % больше, чем в 2015 году.
В 2018 году банк ВТБ и бизнесмен Таймураз Боллоев приобрели Геленджик (аэропорт).

## Основные показатели
| Показатель                | Результаты 2014 | Результаты 2015 | Результаты 2016 | Результаты 2017 | Динамика |
| Пассажиропоток (млн чел.) | 7 763 461       | 8 670 889       | 9 955 036       | 10 857 259      | +9 %     |
| Рейсы (ед)                | 41 695          | 40 816          | 43 800          | 46 819          | +7 %     |
| Грузы и почта (тонн)      | 15 088          | 12 041          | 12 402          | 13 054          | +5 %     |

С 2007 года пассажиропоток в аэропортах группы «Базэл Аэро» увеличился почти в 2 раза. В 2007 году, когда была основана компания, пассажиропоток входящих в неё аэропортов юга России составил 3,6 млн человек, а в 2013 — 6,2 млн человек.
Основная часть пассажиропотока (более 80 %) в 2013 году пришлась на два флагманских аэропорта компании — Краснодар (более 2,8 млн человек, прирост в сравнении с 2012 годом — 10 %) и Сочи (более 2,4 млн человек, прирост — 14 %). Это связано с большой деловой и туристической активностью в данных городах, а также с подготовкой к зимней Олимпиаде 2014 года.

## Аэропорты холдинга

### Международный аэропорт Краснодар
Краснода́р (Па́шковский) — Международный аэропорт города Краснодар. Занимает 9-е место среди российских аэропортов по числу перевезённых пассажиров. На обслуживаемой аэропортом территории Краснодарского края проживает 3,7 млн человек.
Аэропорт расположен на восточной окраине Краснодара, в 12 км от его центра.

### Международный аэропорт Сочи
Со́чи (А́длер) — аэропорт города Сочи, Краснодарский край. Является крупнейшим аэропортом юга России и одним из самых загруженных в России. Обслуживает крупнейший российский курорт, его агломерацию (включая Туапсе), прочие тяготеющие территории и Абхазию с общим постоянным населением более 700 тыс.чел.
Аэропорт занимает в стране 5 место по пассажирообороту (более 6 млн пассажиров) после московских Домодедово, Шереметьево, Внуково, петербургского Пулково.

### Международный аэропорт Анапа
Анапа (Ви́тязево) — международный аэропорт федерального значения города-курорта Анапа (Краснодарский край). Расположен в 5 км северо-восточнее железнодорожной станции Анапа, в 4 км восточнее села Витязево, в 15 км на северо-запад от центра города Анапа.
Аэропорт обслуживает город-курорт Анапа, города Новороссийск и Темрюк с общим постоянным населением более 400 тыс.чел. Крупный узел авиалиний на юге России. Является аэропортом крупнейшего детского курорта на юге России, где турпоток достигает 3 млн человек в год.
Аэропорт входит в 20 ведущих аэропортов Российской Федерации и занимает 5 место по темпам роста пассажиропотока.